# Economía de Albania

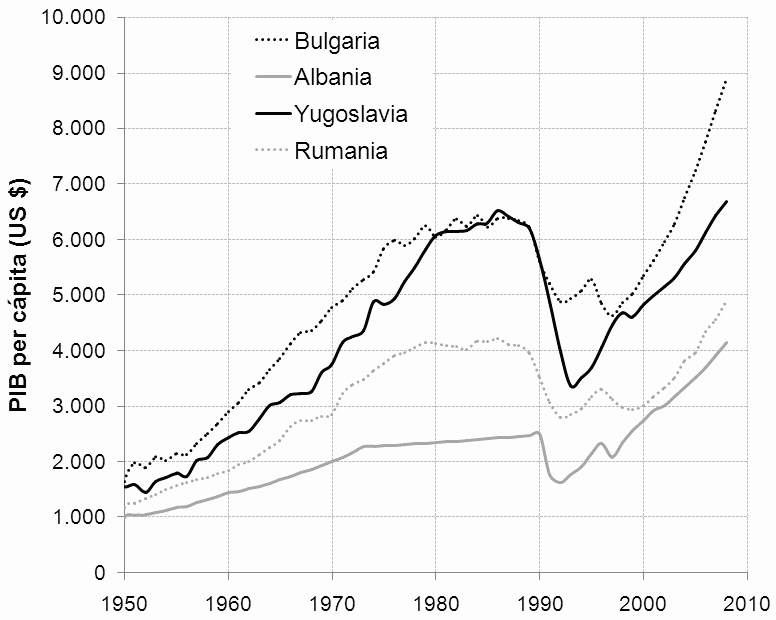
Comparación del PIB per cápita nominal de Albania, Bulgaria, Rumanía y Yugoslavia, durante el, basado en World Population, GDP and Per Capita GDP, 1-2010 AD.

En 1985, Albania inició tímidas reformas estructurales para pasar de un régimen de economía comunista centralizado y estatalizado a un sistema capitalista al modelo europeo. El programa de reforma económicas se intensificó en 1992 tras las elecciones libres que dieron punto final al modelo económico anterior. Las acciones de liberalización se centraron en:
- Programa de privatizaciones en la industria y la agricultura.
- Reforma del sector financiero.
- Reformas legislativas que permitían una economía de mercado.
- Liberalización de los intercambios comerciales en el interior y con el exterior
- Régimen fiscal nuevo.
- Política monetaria de control del déficit presupuestario.

Uno de los grandes problemas de su economía es la proliferación del crimen organizado, que a través del control del tráfico de drogas y de armas en Europa y los Estados Unidos, ejerce una poderosa y negativa influencia en su normalización económica.

## Historia reciente
El Gobierno del primer ministro Edi Rama, en el poder desde 2013, ha adoptado una hoja de ruta económica neoliberal. Está reduciendo el gasto público y fomentando la colaboración público-privada, fuente de enriquecimiento rápido para un círculo de empresarios próximos al gobierno, en la mayoría de los sectores (turismo, enseñanza superior, sanidad, obras públicas, cultura, etc.). El Fondo Monetario Internacional (FMI), tradicionalmente favorable a estas políticas, consideró sin embargo que el gobierno albanés emprendía las privatizaciones con demasiada rapidez y exponía al país a "riesgos fiscales significativos".
El narcotráfico ha crecido considerablemente en los últimos años, representando casi un tercio del PIB en 2017. Según las estimaciones de las aduanas italianas, en 2016 se destruyeron 753.000 plantas de cannabis, frente a las 46.000 de 2014. Esta destrucción sólo habría afectado al 10% de la superficie cultivada. Importantes políticos y empresarios están implicados en este tráfico.

## Agricultura
La desaparición del modelo colectivista provocó en 1991 la apropiación indiscriminada de las tierras por los campesinos, desapareciendo buena parte de las cooperativas existentes. Este impulso desordenado generó durante varios años una disminución de la producción agrícola, quedando las granjas en régimen de subsistencia. El proceso comenzó a recuperarse después de 1998, tras poner orden la administración en las privatizaciones. La superficie cultivable alcanza en la actualidad las 628.000 hectáreas, 40.000 más que en 1991, aunque las posibilidades de autoabastecimiento anteriores a 1990 no se han alcanzado todavía. Los principales productos de este sector son el trigo, el maíz, las patatas, las hortalizas, la uva, la madera, el tabaco, la carne y todos los productos y derivados lácteos.

### Ganadería
- Vacas y búfalos: 499.810 cabezas (2014)
- Ovejas y cabras: 2.800.013 cabezas (2014)
- Aves: 12.579 de cabezas (2014)

### Producción
- Trigo: 280.000 toneladas (2014)
- Aceite de oliva: 800 toneladas (2013)
- Aceite de girasol: 800 toneladas (2013)
- Cebada: 7.300 toneladas (2014)
- Naranja: 7.382 toneladas (2013)
- Manzana: 62.065 toneladas (2013)
- Maíz: 380.000 toneladas (2014)
- Vino: 18.000 toneladas (2013)
- Papa: 240.000 toneladas (2014)
- Soja: 350 toneladas (2014)

### Tierras agrícolas
- Hectáreas cultivables: 143.400 hectáreas (4,9% de la superficie) (2013)

## Minería y Electricidad
El descubrimiento en 1917 de petróleo y gas natural propició que Albania sea un país con una solvente capacidad energética, que le ha permitido incluso la exportación de estos bienes en pequeñas cantidades. Mantiene unas reservas petrolíferas estimadas en 2003 de 440 millones de toneladas y 75 millones de Nm3 de gas natural.
Es el tercer productor mundial de cromo (cerca de la cuenca del río Drin), con un 10% del total mundial. Así mismo, posee minas de hierro-níquel y cobre (en Kukes).
La minería representa el 40% del PIB albanés.
El río Drin tiene grandes presas hidroeléctricas de la época comunista que siguen permitiendo al país un abastecimiento seguro. Para 1998 se calculaba que la potencia instalada era de 1460 MW. de energía hidráulica y 196MW. de energía térmica que cubren el 109% de las necesidades medias, lo que permite la exportación de electricidad puntualmente a Croacia y Grecia.

### Carbón
- Consumo: 280.000 toneladas (2012)
- Importaciones: 258.000 toneladas (2012)
- Producción: 22.000 toneladas (2012)
- Reservas: 875.000.000 toneladas (2011)

### Electricidad
- Población con acceso a la electricidad: 100% (2012)
- Consumo: 4 vatios (2012)
- Importaciones: 2 vatios (2013)
- Producción: 4 vatios (2012)
- Producción de electricidad en fósiles: 0,02% (2012)
- Producción de electricidad en hidroeléctricos: 99,98% (2012)
- Producción de electricidad en fuentes renovables: 99,98% (2012)

### Gas
- Consumo: 1 metro cúbico (2013)
- Producción: 1 metro cúbico (2013)

### Petróleo
- Consumo: 25.000 barriles por día (2013)
- Importaciones: 21.000 barriles por día (2012)
- Producción: 2.000 barriles por día (2012)

## Industria
El equipamiento industrial albanés estaba compuesto fundamentalmente por grandes empresas. Estas fueron desmanteladas casi por completo entre 1990 y 1993. En la actualidad se nota cierta recuperación del sector de material de construcción, dado que este es el más dinámico de la economía con un crecimiento anual del 12%. Cabe destacar entre otros productos el textil, el calzado, los derivados de la madera y de los metales. El principal problema de la industria albanesa es la falta de inversión. Cerca de un 55% de la capacidad industrial se perdió entre 1985 y 1991 como consecuencia del desgobierno. La restante industria pesada no reúne los requisitos medioambientales mínimos, con grandes áreas geográficas contaminadas.

## Servicios
Todo el sector servicios se encuentra en crisis tras el desmantelamiento del sistema comunista. Algunas empresas occidentales han hecho acto de presencia con inversiones en distintos sectores, especialmente el bancario, donde de la existencia de un solo banco comercial antes de 1998, se ha pasado a la presencia de trece entidades financieras (2001) entre públicas y privadas.
Sin embargo, un sector que está en auge es el turismo debido al buen clima de la región costera y a su bajo coste en comparación con otros países de la zona.

## Infraestructuras y Transporte
Las infraestructuras y el transporte estaban concebidos para una economía centralizada, basada en la capacidad para transportar los productos agrícolas de las zonas de gran producción a las grandes ciudades, y para llevar los minerales extraídos a las acerías. En la actualidad el Plan de Emergencia de Infraestructuras trata de modificar las precarias condiciones con la mejora de la red de carreteras, ferroviaria, de puertos y aeropuertos.
- Principales puertos comerciales: Durres, Saranda, Shenjin y Vlore.

## Indicadores económicos
- PIB per cápita a paridad del poder adquisitivo: USD 13.295 (2020).
- PIB nominal: USD 14.800 millones (2020).
- PIB a paridad del poder adquisitivo: USD 39.211 millones (2020).
- Tasa de desempleo: 12,6% (marzo de 2021)
- Población activa (2014): 1,5 millones de personas.
- Tasa de inflación: 1,6% (junio de 2021)
- Población por debajo del nivel de pobreza: 10% (2011)
- Deuda externa: 8.126.876.239 $ (2014)
- Déficit: -616.256.018 $ (2014)
- Gastos públicos: 3.582.894.364 $ (2014)
- Gastos en educación: 381.648.258 $ (2013)
- Gastos en salud: 330.671.198 $ (2014)
- Gastos en defensa: 151.798.357 $ (2014)
- Índice de corrupción: 36% (2015)
- Índice de fragilidad: 61,9% (2015)
- Interés: 0,5% (julio de 2021)
- Vehículos por cada 1000 habitantes: 156,43 (2015)
- Exportaciones: USD 2.840 millones (2018)
- Importaciones: USD 5.650 millones (2018)
- Balance comercial: -2.440.101.955 (2015)
- Número de teléfonos fijos: 255.000 (2003)
- Número de teléfonos móviles: 1.100.000 (2003)
- Número de aparatos de televisión: 421.000 (1998)
- Carreteras asfaltadas: 5.230 km
- Vías de ferrocarril: 645 km
- Inversión extranjera: 8,4 millones de $ (2014)
- Principales socios comerciales: Italia, Grecia y Turquía.

Véase también: Indicadores económicos
Albania es miembro del FMI, del Banco Mundial, del Consejo de Europa, de la iniciativa de Cooperación Económica del Mar Negro y de la Organización de la Conferencia Islámica, entre otros. Mantiene un acuerdo especial de cooperación económica y para el desarrollo con la Unión Europea.